# 3319 Кібі
3319 Кібі (3319 Kibi) — астероїд головного поясу, відкритий 12 березня 1977 року.
Тіссеранів параметр щодо Юпітера — 3,181.